# Werner Seidenschwarz
Werner Seidenschwarz (* 4. Juli 1962 in Starnberg, Deutschland) ist ein Fachmann für Zielkostenrechnung (Target Costing).
Seidenschwarz ist Geschäftsführer der Seidenschwarz & Comp. GmbH, Starnberg. Er wurde erstmals Anfang der 1990er Jahre bekannt, als er mit seinem ersten Artikel zum Target Costing in Deutschland und der ersten Monografie zum Target Costing außerhalb Japans wesentliche Beiträge zur Weiterentwicklung des Kostenmanagements leistete.
Parallel zu seinem langjährigen Engagement in China erweiterten sich seine Arbeiten in den letzten Jahren vor allem um die Bereiche Strategie, Innovation und intelligente Restrukturierung sowie um die Entwicklung des Starnberger Management-Modells. Er ist seit Anfang der 1990er Jahre in führender Position als Fachexperte, Partner, Vorstand und Geschäftsführer in Industrie- und Dienstleistungsunternehmen aktiv.
Nach seiner Promotion und Habilitation an der Universität Stuttgart war Werner Seidenschwarz u. a. Privatdozent für Betriebswirtschaftslehre an der Technischen Universität München sowie Lehrbeauftragter an der Universität Stuttgart, der Handelshochschule Leipzig, der Linzer Management Akademie und der National University of Singapore. Derzeit  ist er Honorarprofessor für das Fachgebiet Strategische Unternehmensführung an der Fakultät für Maschinenwesen der Technischen Universität München und Privatdozent an der London School of Economics.

## Werke
- Target costing: marktorientiertes Zielkostenmanagement. Vahlen, München 1993, ISBN 3-8006-1723-4.